# Audiomachine
Audiomachine é uma empresa norte-americana produtora de música situada na cidade de Los Angeles, Califórnia fundada por Paul Dinletir e Carol Sovinski em agosto de 2005, produzindo músicas compostas por Paul Dinletir e Kevin Rix.

## Sobre a empresa
A Audiomachine cria músicas para trailers de filmes e para propagandas, mas recentemente suas músicas estiveram presentes nos Jogos Olímpicos de 2010, 2012 and 2014 em seu programa chamado de "Epic Music".
Muitas das músicas da Automachine estão presentes em diversos trailers de filmes, cono: Avatar, As Crônicas de Narnia , Homem de Ferro,  Venom, Vingadores: Ultimato, Dune, e outros.[carece de fontes?]
No começo, a Audiomachine lançava álbuns apenas para a indústria de filmes profissionais, mas desde 2012 ela lança álbuns selecionados e compilações para o público em geral. Os álbuns lançados para a indústria cinematográfica incluem: Deus Ex Machina, Phenomena, Origins, Leviathan, Awakenings, Millennium, and Monolith.